# Паспорт гражданина Таджикистана
Паспорт гражданина Республики Таджикистан — официальный документ, удостоверяющий личность гражданина при выезде за пределы и пребывании за пределами страны, а также при въезде на территорию государства из заграничной поездки. Введён после обретения Таджикистаном независимости в 1992 году. Биометрический паспорт введён в 2010 году. Ранее выданные паспорта гражданина Таджикистана старого образца, сохранили свою силу до окончания срока. Выдается Министерством внутренних дел Республики Таджикистан и Министерством иностранных дел Республики Таджикистан, дипломатическими представительствами и консульскими учреждениями Республики Таджикистан за границей.
Паспорт с биометрическими данными выдается всем гражданам страны, включая несовершеннолетних детей (если несовершеннолетнему нужно выезжать за границу). Срок его действия — десять лет, для детей до 16 лет, от трёх до пяти лет в зависимости от их возраста. Для получения биометрического паспорта сдаются отпечатки пальцев, проводится фотографирование и сбор необходимых документов.

## Внешний вид
Паспорт чёрного цвета, с надписью (тадж. Ҷумҳурии Тоҷикистон) «Republic of Tajikistan» и (тадж. Шиноснома) «Passport» на таджикском и английском языках. В центре золотым тиснением нанесён герб Таджикистана. Паспорт изготавливается на таджикском и английском языках.
Новый биометрический паспорт имеет 25 степеней защиты. В старом образце степеней защиты было 15.
Паспорт старого образца имел светло-синий цвет и изготавливался на таджикском, английском и русском языках.

Паспорт старого образца